# Мејфилд (Охајо)
Мејфилд (енгл. Mayfield) град је у америчкој савезној држави Охајо.

## Демографија
По попису из 2010. године број становника је 3.460, што је 25 (0,7%) становника више него 2000. године.
| Група             | 2000.         | 2010.         |
| Белци             | 3.217 (93,7%) | 3.082 (89,1%) |
| Афроамериканци    | 45 (1,3%)     | 96 (2,8%)     |
| Азијати           | 123 (3,6%)    | 206 (6,0%)    |
| Хиспаноамериканци | 27 (0,8%)     | 42 (1,2%)     |
| Укупно            | 3.435         | 3.460         |